# Isolotto dei Sorci (Unie)
L'isolotto dei Sorci (in croato Mišnjak) è un isolotto disabitato della Croazia situato lungo la costa dell'isola di Unie.
Amministrativamente appartiene al comune di Lussinpiccolo, nella regione litoraneo-montana.

## Geografia
L'isolotto dei Sorci si trova nella parte nordoccidentale del canale di Unie (Unijski kanal), tra le insenature di uvala Pejni e uvala Limoron, lungo la parte di costa nordorientale dell'isola di Unie compresa tra punta Pesni (rt Pejni) e punta Limaran (rt Mišnjak). Nei punti più ravvicinati, dista da Unie 92 m e dalla terraferma (punta Merlera sulla penisola d'Istria) 27,5 km.
Sorci è un isolotto rotondo con un diametro di 145 m; ha una superficie di 0,0166 km² e uno sviluppo costiero di 464 m. Al centro, raggiunge un'elevazione massima di 4 m s.l.m.

### Cartografia
- (HR) Mappa topografica della Croazia 1:25000, su preglednik.arkod.hr.